# Eleonore Barbara von Thun und Hohenstein

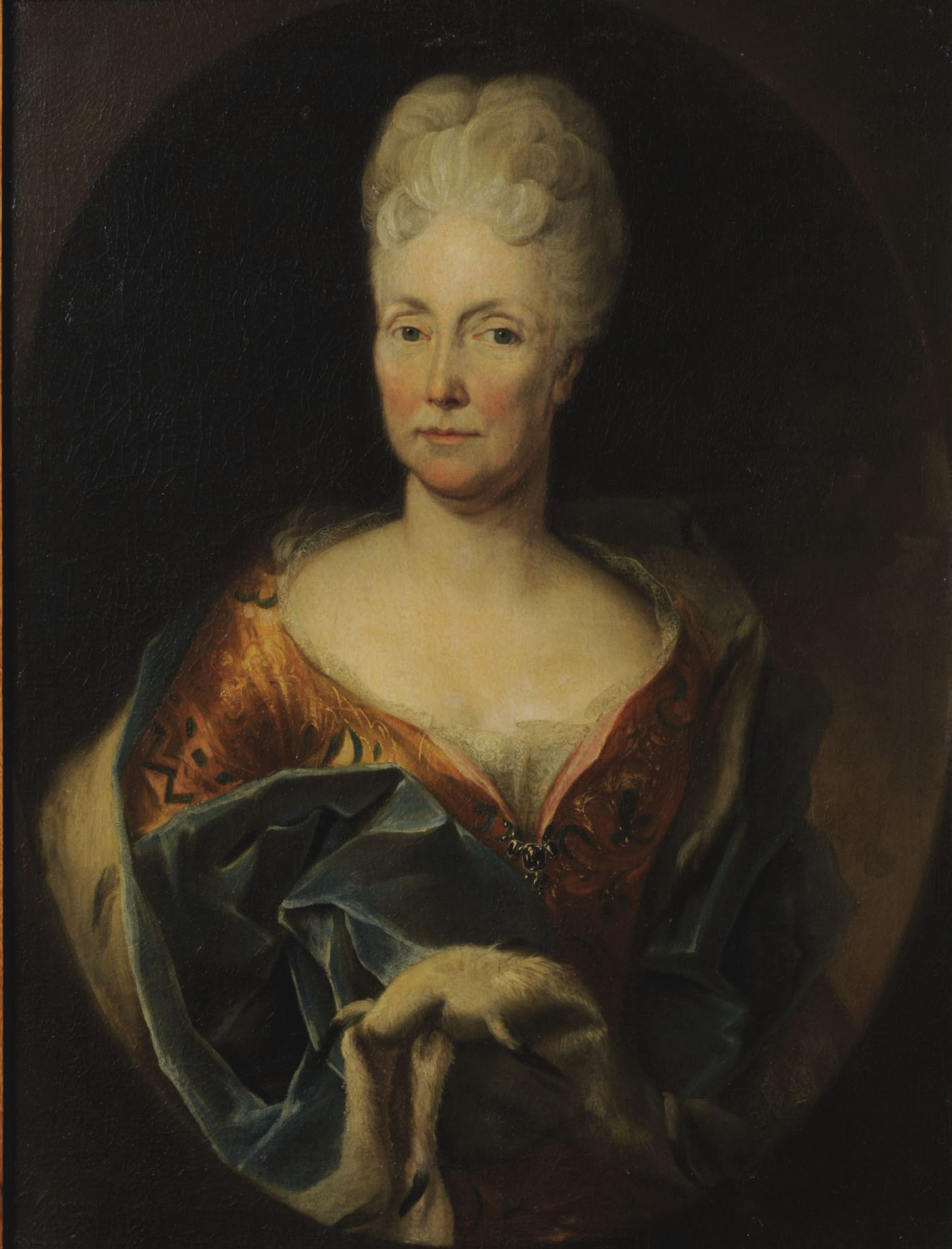
Eleonore Barbara Fürstin von Liechtenstein, geb. Gräfin von Thun und Hohenstein (1661–1723)

Gräfin Eleonore Barbara von Thun und Hohenstein (Eleonora Barbara Catharina; * 10. November 1661 in Prag; † 9. Februar 1723 in Wien) war durch Heirat Fürstin von Liechtenstein.

## Biografie
Eleonore Barbara war die älteste Tochter des Grafen Michael Oswald von Thun und Hohenstein (1631–1694), kaiserlicher Kammerherr und Berater, und dessen erster Gemahlin Elisabeth, geborene Gräfin zu Lodron (1635–1688). Am 15. Oktober 1679 heiratete sie in Mariaschein Fürst Anton Florian von Liechtenstein (1656–1721), Sohn des Fürsten Hartmann von Liechtenstein (1613–1686) und dessen Gemahlin Sidonia Elisabeth, geborene Altgräfin zu Salm-Reifferscheidt (1623–1688). Aus der Ehe gingen fünfzehn Kinder hervor. Die ersten beiden Ehejahre verbrachte sie mit ihrem Gemahl in Klösterle an der Eger. Anschließend diente ihr Rumburg als Familienresidenz.
Sie begleitete ihren Gemahl auf dessen diplomatischen und politischen Missionen in Rom und Barcelona. Während des Aufenthalts in Rom widmete ihr Arsenio di San Antonio sein 1693 erschienenes Andachtsbuch Stimulo di divotione verso la santissima Vergine e suo sacro scapolare. Nach dem Tod ihrer jüngeren Schwester Maria Magdalena kam sie 1703 in den Besitz der mährischen Herrschaft Kunewald. 1709 erwarb sie von ihrem Vetter Graf Romedius Johann Franz von Thun und Hohenstein Schloss Hetzendorf, das sie gemeinsam mit ihrem Gemahl von Johann Lucas von Hildebrandt ausbauen und einen Park im französischen Stil anlegen ließ.
Nach zwei Jahren Witwenschaft verstarb sie am 9. Februar 1723 in Wien. Ihr Leichnam wurde in der Paulanerkirche in Wien-Wieden bestattet. Die Krypta wurde zu Beginn des 19. Jahrhunderts geschlossen und ihr Grab gilt seitdem als verschollen.

## Nachkommen
- Franz Augustin (1680–1681)
- Eleonore (1681–1682)
- Antonia (1683–1715) ⚭ 1702 Graf Johann Adam von Lamberg (1677–1708); ⚭² 1709 Graf Ehrgott Maximilian von Kuefstein (1676–1728)
- Karl Josef (1684–1685)
- Leopold Johann (1685–1687)
- Tochter (*/† 1687)
- Anton Ignaz (1689–1690)
- Joseph I. Johann Adam (1690–1732) ⚭ 1712 Fürstin Gabriele von Liechtenstein (1692–1713); ⚭² 1716 Gräfin Maria Anna von Thun und Hohenstein (1697–1716); ⚭³ 1716 Gräfin Maria Anna zu Oettingen-Spielberg (1693–1729); ⚭4 1729 Gräfin Maria Anna Kottulinsky (1707–1788)
- Innocenz (1693–1707)
- Carolina (1694–1735) ⚭ 1719 Altgraf Franz Wilhelm zu Salm-Reifferscheidt (1672–1734)
- Sohn (*/† 1695)
- Franz Joseph (1697–1699)
- Maria Anna (1699–1753) ⚭ 1716 Graf Johann Ernst von Thun und Hohenstein (1694–1717); ⚭² 1718 Fürst Joseph Wenzel I. von und zu Liechtenstein (1696–1772)
- Maria Anna Eleonore (*/† 1700)
- Eleonore (1703–1757) ⚭ 1719 Graf Friedrich August von Harrach zu Rohrau und Thannhausen (1696–1749)